# 南アフリカ共和国の世界遺産

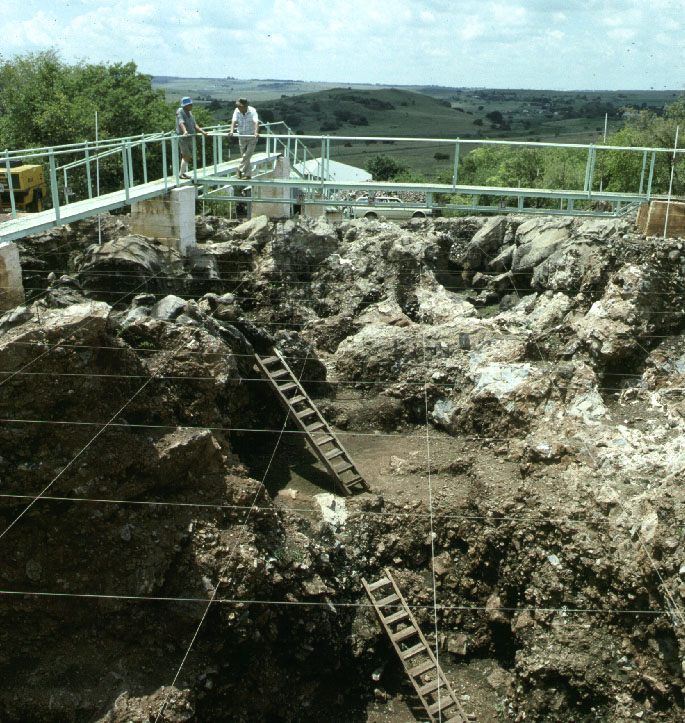
スタルクフォンテインの発掘現場

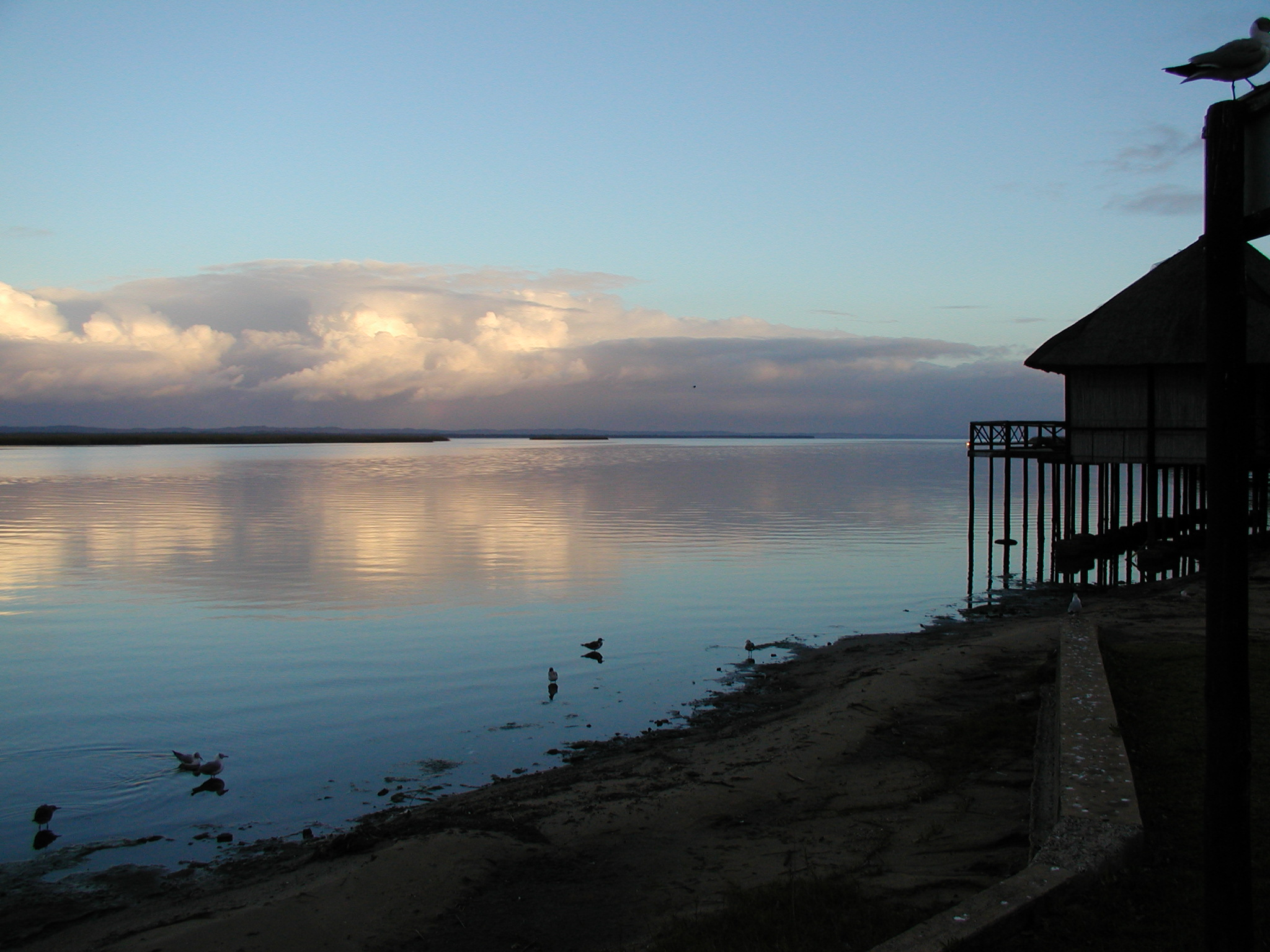
イシマンガリソ湿地公園

南アフリカ共和国の世界遺産（みなみアフリカきょうわこくのせかいいさん）はユネスコの世界遺産に登録されている南アフリカ共和国の文化・自然遺産の一覧。

## 文化遺産
- 南アフリカの人類化石遺跡群 -（1999年、2005年拡大）
- ロベン島 -（1999年）
- マプングブエの文化的景観 -（2003年）
- リフタスフェルトの文化的・植物的景観 -（2007年）
- コマニの文化的景観 -（2017年）
- Human Rights, Liberation and Reconciliation: Nelson Mandela Legacy Sites  -（2024年）
- The Emergence of Modern Human Behaviour: The Pleistocene Occupation Sites of South Africa  -（2024年）

## 自然遺産
- イシマンガリソ湿地公園 -（1999年）
  - 旧称「グレーター・セント・ルシア湿地公園」。2008年に改称された。
- ケープ植物区系地方の保護地区群 -（2004年、2015年拡大）
- フレデフォート・ドーム -（2005年）
- バーバートン・マコンジュワ山脈 -（2018年）

## 複合遺産
- マロティ＝ドラケンスバーグ公園 -（2000年、2013年拡大）
  - 南アフリカ国内ではウクハランバ・ドラケンスバーグ公園が登録対象。